# Златни правоугаоник
Златни правоугаоник је правоугаоник чије се странице налазе у односу златног пресека, односно 1:{\displaystyle \varphi } (један-према-фи), што је, приближно, 1:1.618.
Интересантна особина златног правоугаоника је да је, када му се одстрани уписани квадрат, преостали правоугаоник поново златни, што значи да његове странице задовољавају исту пропорцију као странице полазног правоугаоника. Уколико се одстрањивање квадрата настави до бесконачности, добија се апроксимација златне спирале. 